# Colla parte
Colla parte (ital. „mit der Partie“), abgekürzt c.p, ist eine musikalische Anweisung, ursprünglich in einem Chorstück. Sie besagt, dass die Begleitung durch die Instrumente (weitgehend) mit den Gesangsstimmen identisch ist. Die Instrumente dienen als Stützen für die Gesangsstimmen oder ersetzen fehlende Stimmen. Ein gutes Beispiel für Colla parte ist die Venezianische Mehrchörigkeit. 
Im weiteren Sinne und in neuerer Zeit wird der Begriff colla parte auch gebraucht, wenn sich die Begleitung einer einzelnen freieren Hauptgesangsstimme (Oper, Kantate) in Rhythmus, Tempo und Ausdruck anzupassen hat.
Als Abbreviatur in einer Partitur bedeutet colla parte, dass eine Stimme die Melodielinie etwa in Flöte oder Erster Violine mitspielen soll, ohne dass sie nochmals ausgeschrieben wird. Meist deutet nur eine Wellenlinie die Dauer der Colla-parte-Notation an (vgl. Faulenzer).